# Святая хижина
Святая хижина (итал. Santa Casa) — одна из величайших святынь католического христианства, расположенная в итальянском городке Лорето в итальянской провинции Анкона, области Марке. Христиане почитают её как настоящий дом в Назарете, в котором согласно преданию жило Святое Семейство, в котором росла и воспитывалась Дева Мария и где произошло Благовещение. Базилика хранит изображение Мадонны с Младенцем («Девы Марии Лоретанской»). В XV веке вокруг хижины было возведено святилище, в настоящее время имеющее статус малой базилики.

## История
Согласно преданию, равноапостольная Елена во время путешествия по Святым местам нашла в Назарете тот самый дом, где росла и воспитывалась Дева Мария и где произошло Благовещение. Над этим домом она повелела выстроить церковь.
В 1291 году, когда сарацины изгнали крестоносцев из Святой Земли, ангелы унесли Святой дом по воздуху в безопасное место, в город Терсато в Иллирии, на берегу Адриатического моря (ныне Трсат, Хорватия). Легенда рассказывает, что Дева Мария явилась епископу Иллирии, чтобы объяснить появление крохотного здания длиной всего 9,52 м, шириной 4,1 м и высотой 4,3 м.
Затем, в 1294 году, чтобы избежать надвигавшейся опасности ангелы, в альтернативной версии —члены семьи Анджели (итал. Angeli — Ангелы) перенесли дом через Адриатическое море в леса близ Реканати (область Марке), и, наконец, в 1295 году — на холм в Лорето (в то время на территории безопасной папской области), где он находится и поныне. Позднее вокруг здания была воздвигнута базилика «Святилище Святого дома» (итал. Santuario della Santa Casa), увенчанная куполом, её стены полностью скрыли сооружение. Надпись, сделанная в XVI веке на восточном фасаде базилики, подробно излагает легендарную историю дома Девы Марии. Множество папских булл подтверждает, что домик, находящийся в базилике, это действительно Святой Дом из Назарета, где обитало Святое семейство. В 1894 году папа Лев XIII, в ознаменование шестисотлетнего юбилея перенесения Святой хижины в Лорето, резюмировал: «Счастливый дом Назарета справедливо считается и почитается как один из самых священных памятников христианской веры; и это ясно видно из многочисленных дипломов и актов, подарков и привилегий, предоставленных нашими предшественниками».

## «Лоретанская традиция» и её критика

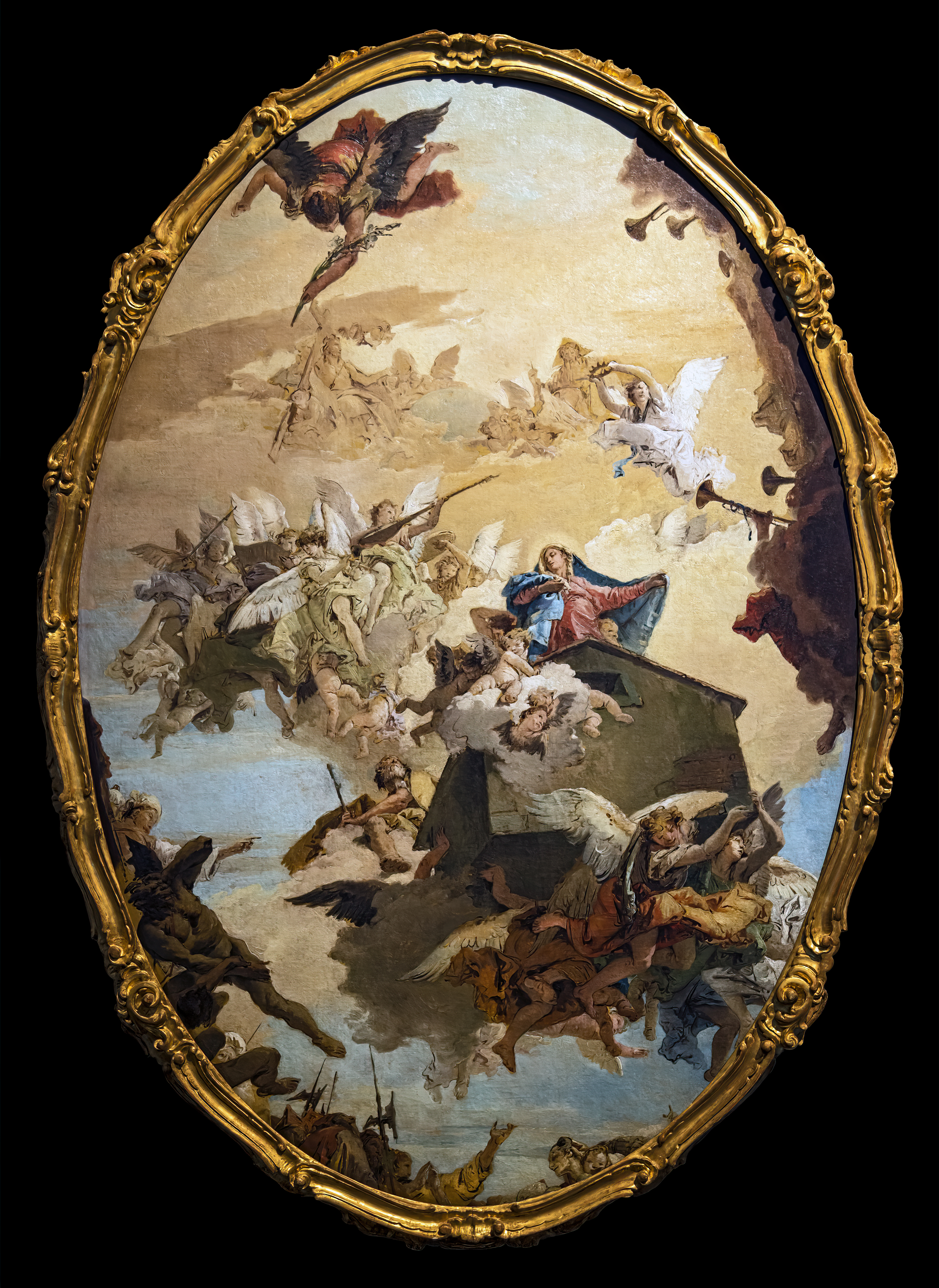
Дж. Б. Тьеполо. Перенесение Святого Дома в Лорето. 1745. Фреска для церкви Скальци в Венеции. Воссоздание: Галерея Академии, Венеция

В 1491 году папа Сикст IV и в 1507 году папа Юлий II подтвердили подлинность святыни особыми буллами. Впоследствии в её пользу был выдвинут ряд аргументов. В частности, отмечалось, что камень и раствор Святого дома идентичны материалам, употреблявшимся в начале нашей эры в Назарете (и эти материалы не встречаются в окрестностях Лорето), в отличие от фундамента, который, вероятно, был сделан позднее в самом Лорето. То, что святая хижина и её фундамент не являются единым целым, косвенно подтверждает факт перенесения. Эта версия («лоретанская традиция») была официально утверждена Ватиканом в 1751 году при папе Бенедикте XIV. Подлинность дома, по версии, которой придерживается Ватикан, подтверждается тем, что её признавали не только почитаемые католической церковью Карло Борромео, Франциск Сальский, Игнатий Лойола и Альфонсо Лигуори, но и скептик Мишель Монтень (1572), а также многочисленными случаями чудесных излечений среди паломников, стекающихся к святыне. В понтификат Бенедикта XIV, в 1751 году, при исследовании фундамента, на котором стоит Святая хижина, было установлено, что он не является оригинальным и что сам дом никогда не стоял на фундаменте, врытом в землю, что по мнению церкви подтверждает перенос дома из Святой земли.
Критика официальной версии впервые была изложена в работе каноника Шевалье «Нотр-Дам де Лоретт» (Париж, 1906). Она основана на том, что в описаниях паломников, посетивших Назарет до 1291 года, вообще не упоминается ни о каком доме, в котором жила Пресвятая Дева. Паломникам было известно о чём-то вроде естественной пещеры в скале, на которую указывали местные жители и где, по их словам, и обитала Дева Мария. В восточных хрониках и в иных рассказах также не говорится об исчезновении в Назарете святыни, ранее там почитаемой. С другой стороны, существуют документы, которые показывают, что церковь, посвящённая Пресвятой Богородице, существовала в Лорето ещё в XII—XIII веках, то есть задолго до предполагаемого переноса туда Святого дома. Сведения об исчезновении дома из Назарета появляются в местных документах лишь в XVI веке, источником же их следует считать уже традицию, сформировавшуюся на Западе и перенесенную на Восток. Ни один из авторов источников до 1472 года, признанных подлинными, не упоминает о переносе дома в Лорето, и одновременно имеется информация о церкви в этом городе.
На основе археологических раскопок, документов, а также филологических и иконографических изысканий подтверждается, что камни, положенные в стены Святого Дома, были привезены в Далмацию, а затем в Лорето семьёй по фамилии Ангели (Angeli Comneno) — деспотов (властителей) Эпира, древней страны в Северной Греции. Среди свадебных подарков дочери деспота (эпирского правителя) Никифора I Ангела своей дочери Тамаре названы «святые камни, взятые из Дома нашей Госпожи Девы Матери Божией» и «расписанная деревянная доска, где Богородица, Дева Матерь Божия, держит на руках Младенца Иисуса, Господа и Спасителя нашего». Со временем молва превратила греческую семью Ангели в Ангелов небесных. В Лорето Святой Дом был восстановлен по точным чертежам. Земной дом Богородицы в Назарете состоял из двух частей. Одной из них была пещера, или грот, выдолбленный в скале — ныне это одна из главных святынь базилики Благовещения в Назарете. Другой частью была пристройка из камня, вплотную прилегавшая к скале. Эта пристроенная комната впоследствии и была перенесена в Лорето.
Можно также предположить, что чудотворная статуя или изображение Мадонны были привезены из Терсато в Лорето некими благочестивыми христианами, а затем почитание этой святыни распространилось на место её нахождения.
Упоминания о Святом Доме Богородицы в Палестине встречаются и в русской паломнической литературе. Игумен Даниил, первый русский паломник, оставивший заметки о Святой Земле, описал место Благовещения как пещеру в скале и пристройку к ней:
«Если влезть в пещеру западными дверями, то на правой стороне создана келья, с двумя небольшими дверцами. В этой келийце и жила Богородица со Христом, в этой храмнице и был вскормлен Христос, тут и кроватка Его, где Он лежал. Кроватка низкая, на земле создана». «Хожения» игумена Даниила относятся к началу XII века, то есть ко времени почти за 200 лет до перенесения Святого Дома. Документально подтверждено, что уже за столетие до перенесения Дома Богоматери в Лорето на этом месте была церковь «Святой Марии в лавровой роще» (Лорето — одна из форм слова, которое в переводе означает «лавровая роща»), так что место для Святого Дома выбрано не случайно.
Святой дом в Лорето стал одним из самых значительных паломнических центров католической Европы. Среди лоретских паломников можно встретить имена Рене Декарта и Бенедикта XIV. В 1600-х годах была утверждена месса и Лоретанская литания — Литания Пресвятой Девы Марии, одна из пяти литаний, утверждённых для публичного чтения католической церковью. В октябре 2019 года папа Франциск восстановил праздник Богоматери Лорето, отмечаемый 10 декабря, по всемирному римскому календарю. Собственные Лоретские церкви, воссоздающие Святой дом в Лорето, в знак уважения к святыне воздвигли жители Праги (Пражская Лорета) и Варшавы. В Италии издается ежемесячный журнал, посвященный почитанию Лоретанской святыни: «Вести Святого Дома» (Il Messaggio della Santa Casa).

## Архитектура и интерьер

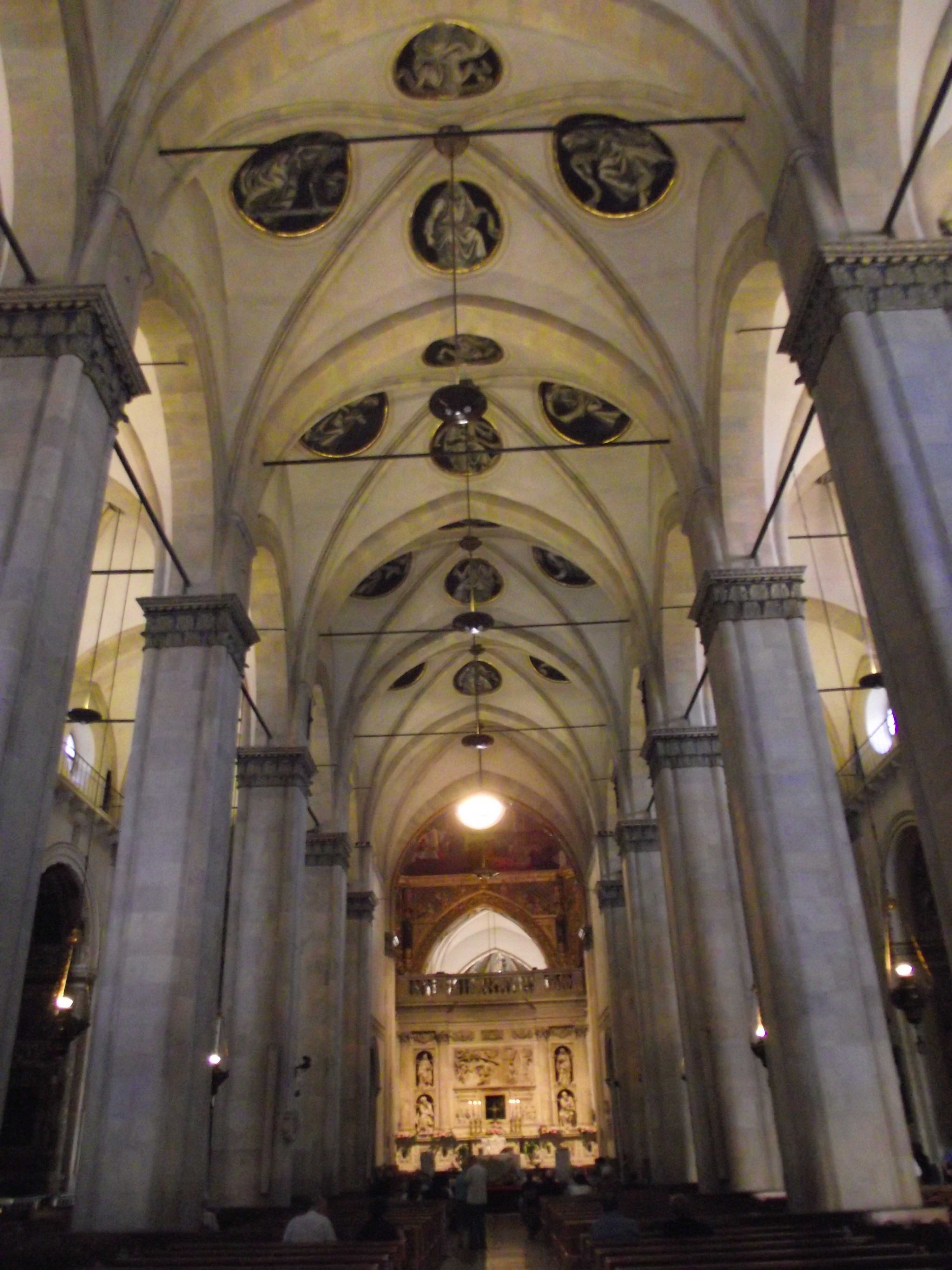
Интерьер базилики

Строительство базилики вокруг Святой хижины было начато в 1468 году (по другим источникам — 1469) году по инициативе Николо делле Асте, епископа Реканати. В эпоху Ренессанса, в 1509—1587 годах, над зданием работали архитекторы Джулиано да Майано, Джулиано да Сангалло и Донато Браманте, скульпторы Андреа Сансовино, Антонио да Сангалло Младший, Р. Неруччи, Дж. Ломбардо, Дж. Б. делла Порта. Фасад был достроен при Сиксте V, который укрепил окружающее поселение и придал ему статус города. Проект барочной кампанилы (1750−1774) составил Луиджи Ванвителли. В интерьере базилики сохранились ценнейшие фрески Мелоццо да Форли и Луки Синьорелли, а также мозаики Доменикино и Гвидо Рени.

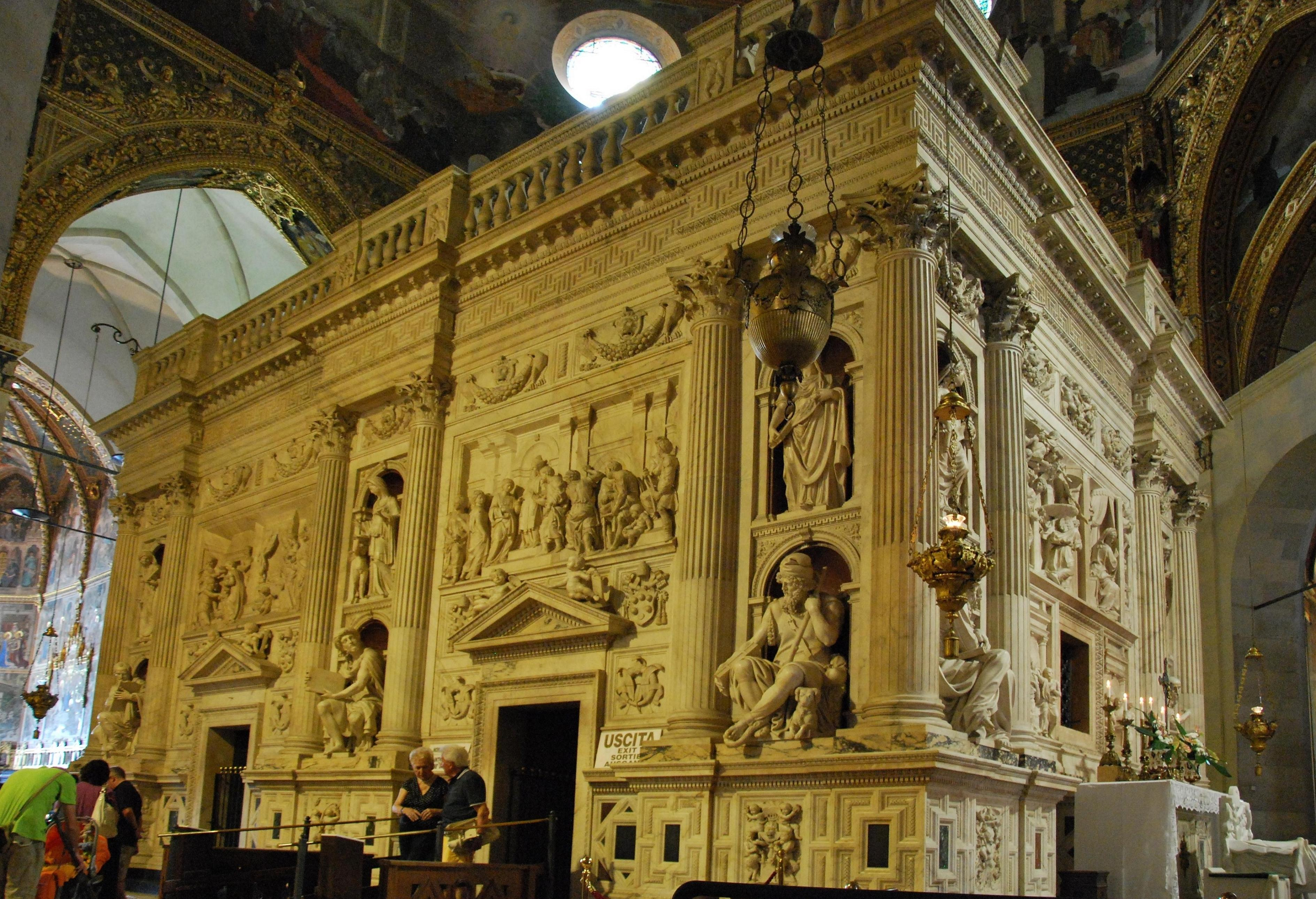
Святая хижина в мраморном ковчеге

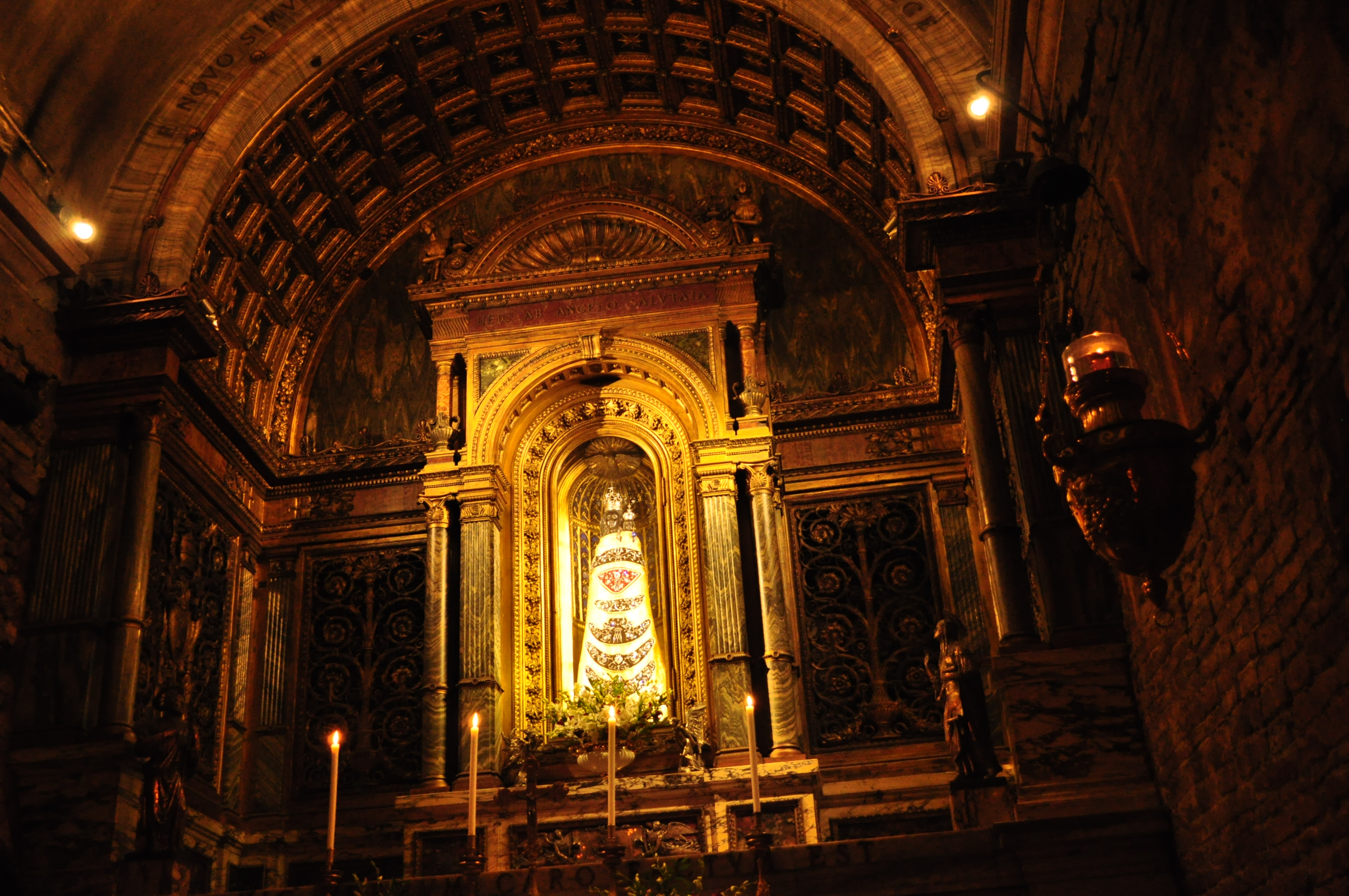
Интерьер Святой хижины со статуей Мадонны Лоретской

«Святой дом» стоит внутри самой базилики. Это своеобразный ковчег, «храм в храме». В 1507 году папа Юлий II поручил Донато Браманте поместить находившуюся внутри базилики хижину в особое обрамление, и Браманте создал для неё великолепное покрытие. Наружные стены облицованы мрамором, украшены колоннами коринфского ордера, статуями, рельефами, балюстрадой по кровле. Работы были завершены в 1538 г. Внутри — совсем небольшой интерьер, производящий впечатление подлинности: стены грубой кладки, цилиндрический свод. Алтарь стоит на одном конце под статуей Мадонны Лоретской с Младенцем на руках. Статуя, вырезанная из ливанского кедра, именуется «Чёрной Мадонной», как считается, из-за векового копчения лампад (заменена на новую после пожара в 1921 году). Латинская надпись напоминает: «Hic Verbum caro factum est» («И Слово стало плотью»). Согласно многовековой традиции статуя Мадонны облачена в богато украшенную тунику — далматик. На потемневших от времени камнях Святого Дома можно увидеть надписи, восходящие к эпохе иудейских христиан II—V веков н. э. Они подобны тем, которые встречаются в Палестине.
Внутри Святого дома имеются фрески работы Мелоццо да Форли (1477), представляющие ангелов, несущих орудия Страстей. Живописец Лоренцо Лотто последние годы жизни провёл послушником в Лорето, чтобы причаститься у Святого дома.
В итальянском городке Пезаро местные гончары из глины делали маленькие чашечки с фигуркой Мадонны и надписью: «С примесью пыли от Святого дома» (итал. Con polvere di Santa Casa). Праздник «Переноса Святого дома» торжественно отмечается во всех католических странах 10 декабря.
В Италии возводят оратории, церкви и капеллы «Мадонны Лоретской» (Madonna di Loreto). В католическом искусстве периода контрреформации были распространены композиции, в которых Мадонна с Младенцем изображены на крыше дома, который за четыре угла несут по воздуху ангелы. Собственные Лоретские церкви в знак уважения к святыне воздвигли жители Праги (Пражская Лорета) и Варшавы. «Лоретами» называют также дарохранительницы типа монстранций. Статуи Мадонны Лоретанской, или «Лауретаны», представляют коронованных Богоматерь и Младенца, правая рука которого поднята в благословляющем жесте, а в левой находится держава. Город Лорето известен как родина образа Богоматерь Лоретская, почитаемый в православии как икона Божией Матери «Прибавление ума».